# Coryrhynchus lobifrons
Coryrhynchus lobifrons is een krabbensoort uit de familie van de Inachidae. De wetenschappelijke naam van de soort is voor het eerst geldig gepubliceerd in 1894 door Rathbun.